# Bydgostia Bydgoszcz

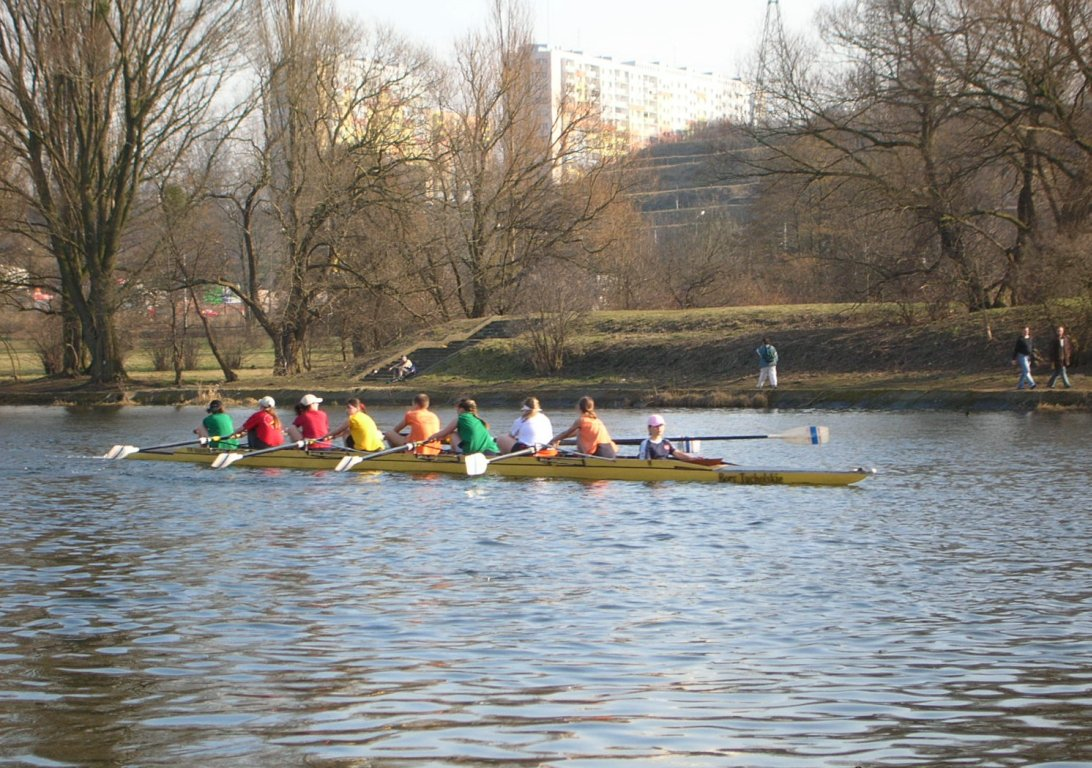
Treningi wioślarzy na Brdzie

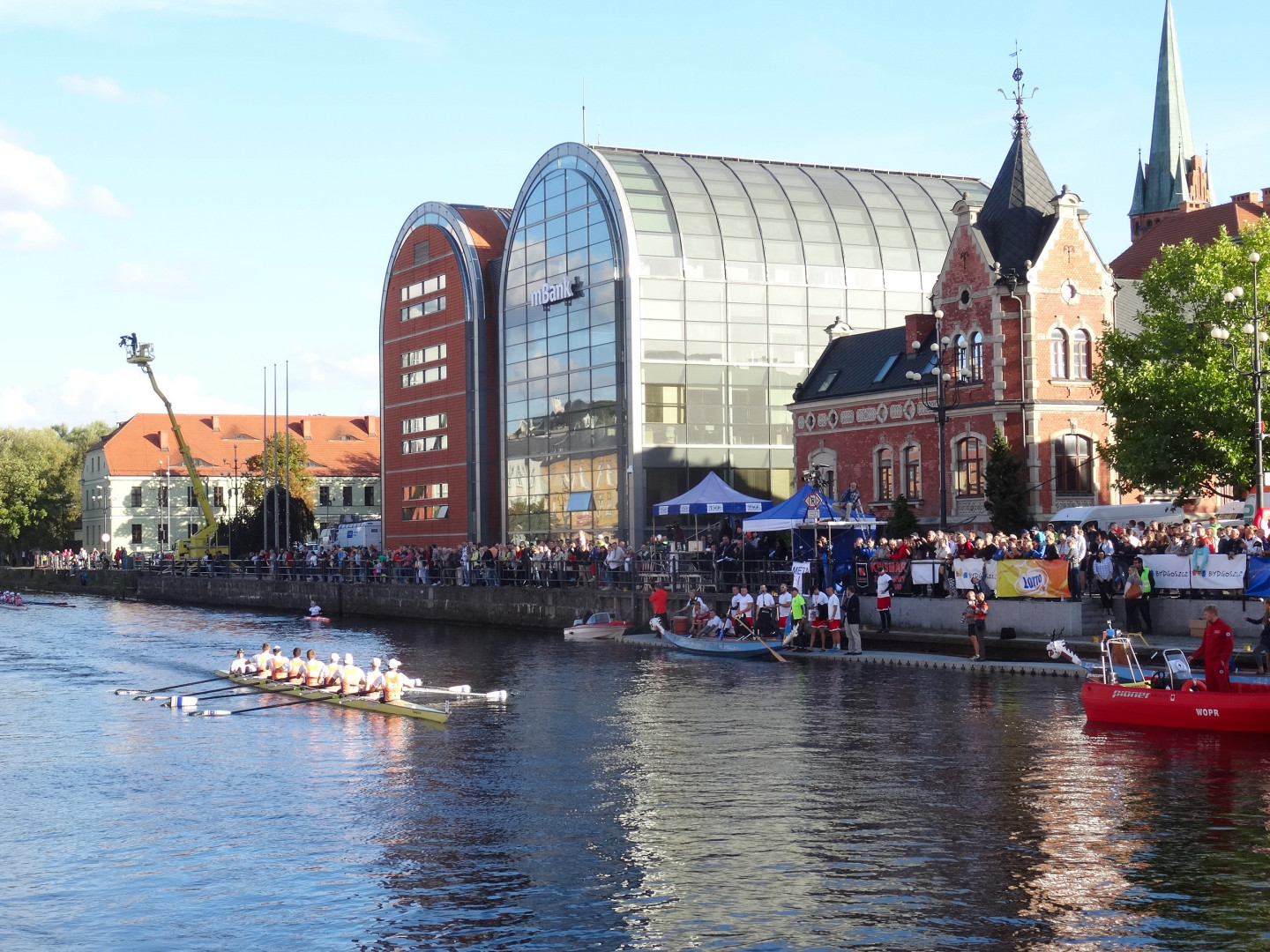
Finisz męskiej ósemki ze sternikiem Lotto-Bydgostii podczas Wielkiej Wioślarskiej o Puchar Brdy w 2016 roku

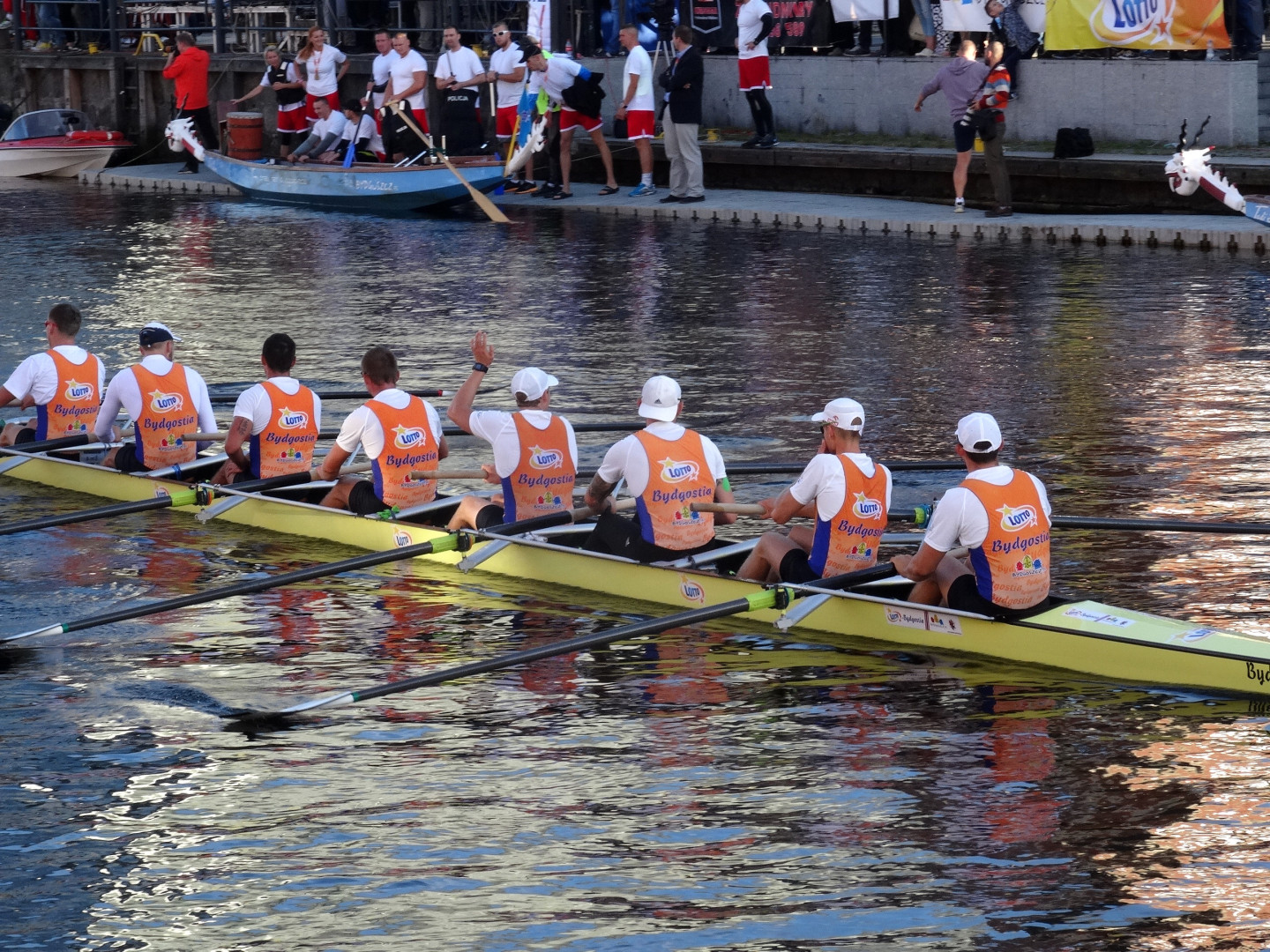
Ósemka ze sternikiem na Brdzie w centrum Bydgoszczy

Bydgostia Bydgoszcz – klub sportów wodnych, specjalizujący się w wioślarstwie, powstały 4 grudnia 1928 roku jako Kolejowy Klub Wioślarski w Bydgoszczy. Jest najbardziej utytułowanym klubem wioślarskim w Polsce, który zdobywał tytuły mistrzowskie najwięcej razy z rzędu. Bydgostia jest 35-krotnym Drużynowym Mistrzem Polski w Wioślarstwie w latach: 1938, 1966, 1967, 1970 oraz nieprzerwanie 31 lat z rzędu: 1993-2024.

## Charakterystyka
Bydgostia Bydgoszcz (Regionalne Towarzystwo Wioślarskie) jest wielosekcyjnym klubem sportowym, specjalizującym się w sportach wodnych, zwłaszcza w wioślarstwie, w którym jest najbardziej utytułowanym klubem w Polsce. Siedziba klubu znajduje się przy ul. Żupy 4 w Bydgoszczy nad rzeką Brdą, gdzie zlokalizowana jest również przystań. W klubie działają następujące sekcje:
- wioślarska – Regionalne Towarzystwo Wioślarskie Bydgostia Bydgoszcz (www)
- żeglarstwa morskiego (www)

### Sekcja wioślarska
Sekcja wioślarska jest wizytówką klubu od czasu jego powstania. Wyczynowi wioślarze KKW pierwsze sukcesy osiągali już w latach 30. XX w. Począwszy od 1993 roku RTW Bydgostia jest czołowym towarzystwem wioślarskim w Polsce, które zajmuje regularnie pierwsze miejsca w klasyfikacjach krajowych oraz osiąga szereg sukcesów na arenie międzynarodowej. W 2017 roku sekcja liczyła 165 zawodników w różnych grupach wiekowych: seniorów, młodzieżowców, juniorów, juniorów młodszych, młodzików oraz osób niepełnosprawnych. Działalność szkoleniową prowadziło 10 trenerów, którzy częściowo rekrutowali się spośród byłych zawodników (Aneta Bełka, Marian Drażdżewski, Bartłomiej Pawełczak i inni). W 2017 do kadry Polski zaliczono 17 zawodników klubu, w tym 9 seniorów:
- Magdalena Fularczyk-Kozłowska i Natalia Madaj – dwójka podwójna
- Monika Ciaciuch i Dariusz Radosz – czwórka podwójna
- Mikołaj Burda – ósemka
- Anna Wierzbowska i Maria Wierzbowska – dwójka bez sternika,
- Martyna Mikołajczak – jedynka kategorii lekkiej
- Łukasz Siemion – czwórka bez sternika kategorii lekkiej

Zawodnikami klubu od 2000 są także wioślarze litewscy (m.in. Rolandas Maščinskas, Mindaugas Griškonis, Saulius Ritter, Nerijus Vasiliauskas, Mykolas Masilionis, Donata Vištartaitė, Lina Šaltytė, Milda Valčiukaitė), którzy dla swojego kraju (w barwach Bydgostii) zdobywali medale olimpijskie, mistrzostw świata i Europy.
W klubie stworzono piramidę edukacyjną, umożliwiającą uprawianie wyczynowego wioślarstwa i jednoczesną naukę we współpracujących szkołach: gimnazjum nr 9, szkołach średnich i uczelniach wyższych. W latach 1993–2016 skorzystało z tego ponad 200 zawodników i zawodniczek Bydgostii, którzy oprócz wysokich wyników sportowych uzyskali wyższe wykształcenie.
Klub prowadzi nabór dziewcząt i chłopców do wioślarskiej klasy sportowej w Gimnazjum nr 6 w Bydgoszczy oraz klasy sportowej w XI Liceum Ogólnokształcącym Mistrzostwa Sportowego w Bydgoszczy. Patronem klubu w latach 1928-1996 były Zakłady Naprawy Taboru Kolejowego w Bydgoszczy, w latach 1996-2004 Bydgoska Fabryka Kabli, a od 2004 sponsorem strategicznym jest Totalizator Sportowy.

### Sekcja kajakowa
Sekcja kajakowa powstała w 1928 roku. Miała ona charakter turystyczny, a jej członkowie rekrutowali się głównie z zawodników, którzy kończyli wyczynową karierę wioślarską. Sekcja organizowała spływy Brdą z Koronowa do Bydgoszczy oraz uczestniczyła w wyścigach kajakowych o mistrzostwo Bydgoszczy oraz w imprezach ogólnopolskich. Od 1950 przekształciła się w sekcję turystyki kajakowej, biorąc udział wyłącznie w imprezach organizowanych przez PZK i PTTK. Kajakarze KKW organizowali w 1977 i 1988 Ogólnopolskie Zloty Turystów Kolejarzy, a w 1959 zdobyli nagrodę Ministerstwa Komunikacji. W latach 70. XX w. instruktorzy KKW: Józef Siuda i Zdzisław Piętka prowadzili polskie ekipy na Międzynarodowych Spływach Kajakowych w Jugosławii, a w 1982 Józef Siuda został komandorem polskiej reprezentacji na spływie im. króla Jana III Sobieskiego Dunajem na Węgrzech. Sekcja turystyki kajakowej bierze udział w kilkudziesięciu imprezach rocznie, także w sezonie zimowym. W latach 90. sekcja znajdowała się w czołówce punktacji generalnej Polskiego Towarzystwa Turystyczno-Krajoznawczego i Polskiego Związku Kajakowego.

### Sekcja żeglarstwa morskiego

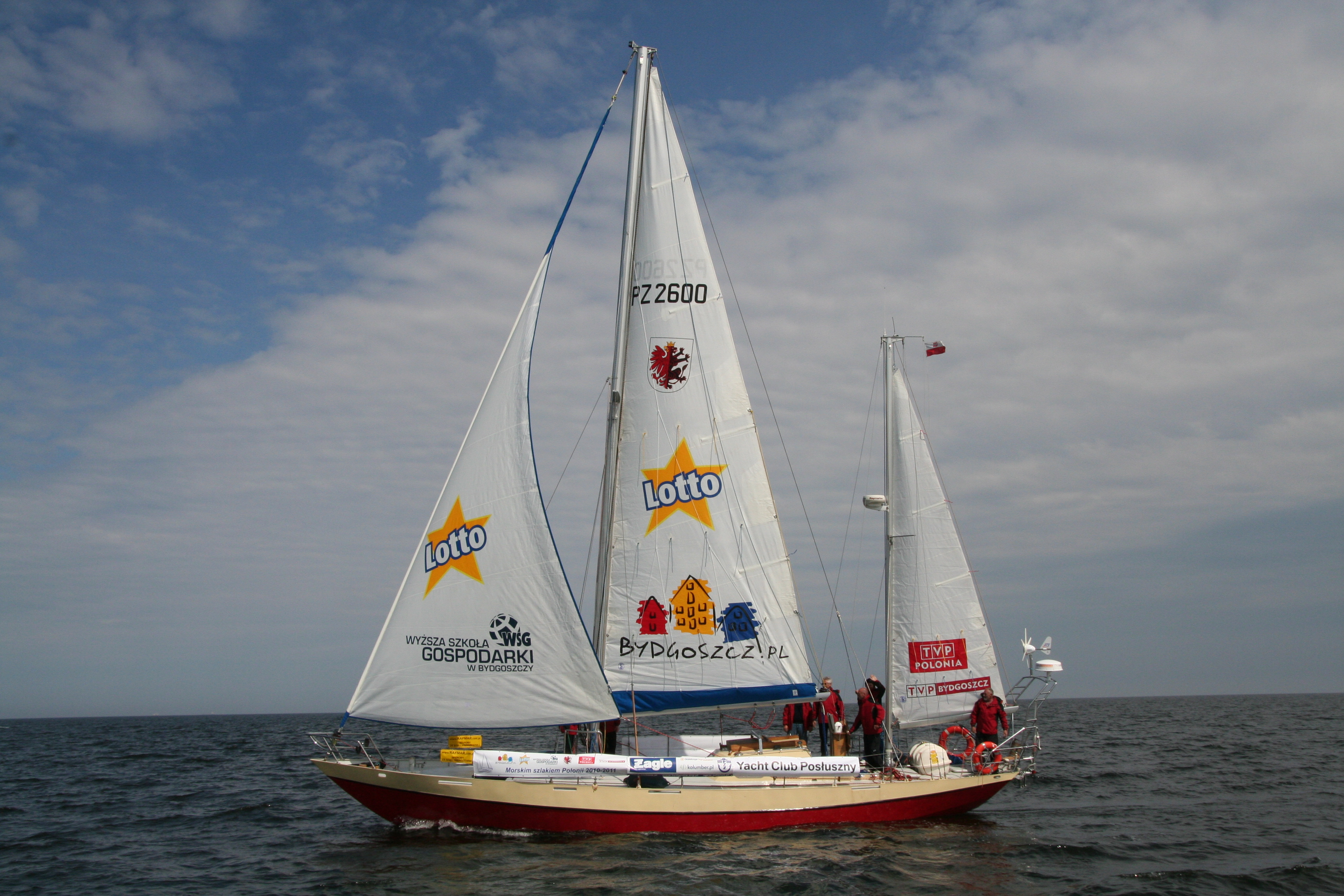
Jacht klubowy Solanus rozpoczynający rejs „Morskim szlakiem Polonii 2010–2011” wokół obu Ameryk i przylądka Horn – 16 maja 2010

Początki sekcji żeglarstwa morskiego sięgają 1967 roku, kiedy z inicjatywy wiceprezesa klubu Brda Bydgoszcz, inż. Aleksandra Kaszowskiego w ZNTK wybudowano żaglowy jacht pełnomorski „Euros”. Jego armatorem był KKS Brda, gdzie utworzono sekcję żeglarską (w tym czasie ZNTK była także patronem KKW). Portem macierzystym jednostki była Bydgoszcz, a stałym miejscem postoju – port jachtowy Stoczni Gdańskiej. W kolejnych latach „Euros” odbył kilka pionierskich wypraw oceanicznych, m.in. po raz pierwszy opływając Islandię (1968), dokonując pierwszego w historii żeglarstwa przejścia cieśniny Pentland Firth przez jacht żaglowy (1970), opływając przylądek Horn (1972, trzeci raz po Darze Pomorza i Polonezie), rejs non stop z Buenos Aires do Helu (kapitan Henryk Jaskuła), opłynięcia Spitsbergenu (1977) i inne. Pomiędzy rejsami wyczynowymi pływał w rejsach szkoleniowo-stażowych. Jacht służył do 12 sierpnia 1984, kiedy rozbił się o kamienie falochronu wschodniego portu w Górkach Zachodnich i zatonął na torze wodnym.
W latach 1978–1979 w ZNTK zbudowano kolejny mniejszy jacht morski typu „Horn 30” zwany „Zentek”. W 1985 odbył on swój jedyny wyczynowy rejs na północne krańce Bałtyku, poza tym służąc celom szkoleniowym. W 1990 po jego sprzedaży, w ZNTK przystąpiono do budowy następcy „Eurosa” – trzymasztowego żaglowego jachtu pełnomorskiego typu J-80 Solanus, który został zwodowany 3 maja 1992 roku w porcie jachtowym Górki Zachodnie w Gdańsku. Jego armatorem stała się sekcja żeglarska, którą przeniesiono z KKS Brda do KKW-ZNTK.
W 1992 Solanus odbył pierwszą w dziejach polskiego żeglarstwa wyprawę na Lofoty, w 1995 pokonał cieśninę Pentland Firth, w 1997 opłynął Islandię (śladem dawnej wyprawy Eurosa), a w kolejnych latach odbywał rejsy wokół archipelagu Svalbard (2001), na Grenlandię (2003), do Londynu, Oslo i innych portów. W latach 2010–2011 „Solanus” odbył wyprawę „Morskim szlakiem Polonii”, który obejmował pierwsze w historii polskiego żeglarstwa (czwarte na świecie przez jacht żaglowy) opłynięcie w jednym rejsie obydwu Ameryk poprzez Przejście Północno-Zachodnie (kanadyjska Arktyka) i wokół przylądka Horn. Wyprawę wspierały władze miasta Bydgoszczy, województwa kujawsko-pomorskiego oraz Totalizatora Sportowego. W 2015 odbyto wyprawę „Morskim szlakiem Polonii 2015” wzdłuż brzegów Norwegii, a następnie wokół Spitsbergenu. W 2016 sekcja żeglarstwa morskiego liczyła około 40 członków i kilkudziesięciu sympatyków. Siłą napędową wielu wypraw był dziennikarz sportowy, pisarz marynista i żeglarz Zbigniew Urbanyi (zm. 2004), który dbał m.in. o oprawę rejsów, związaną z promocją Bydgoszczy i regionu.

### Działania promocyjne

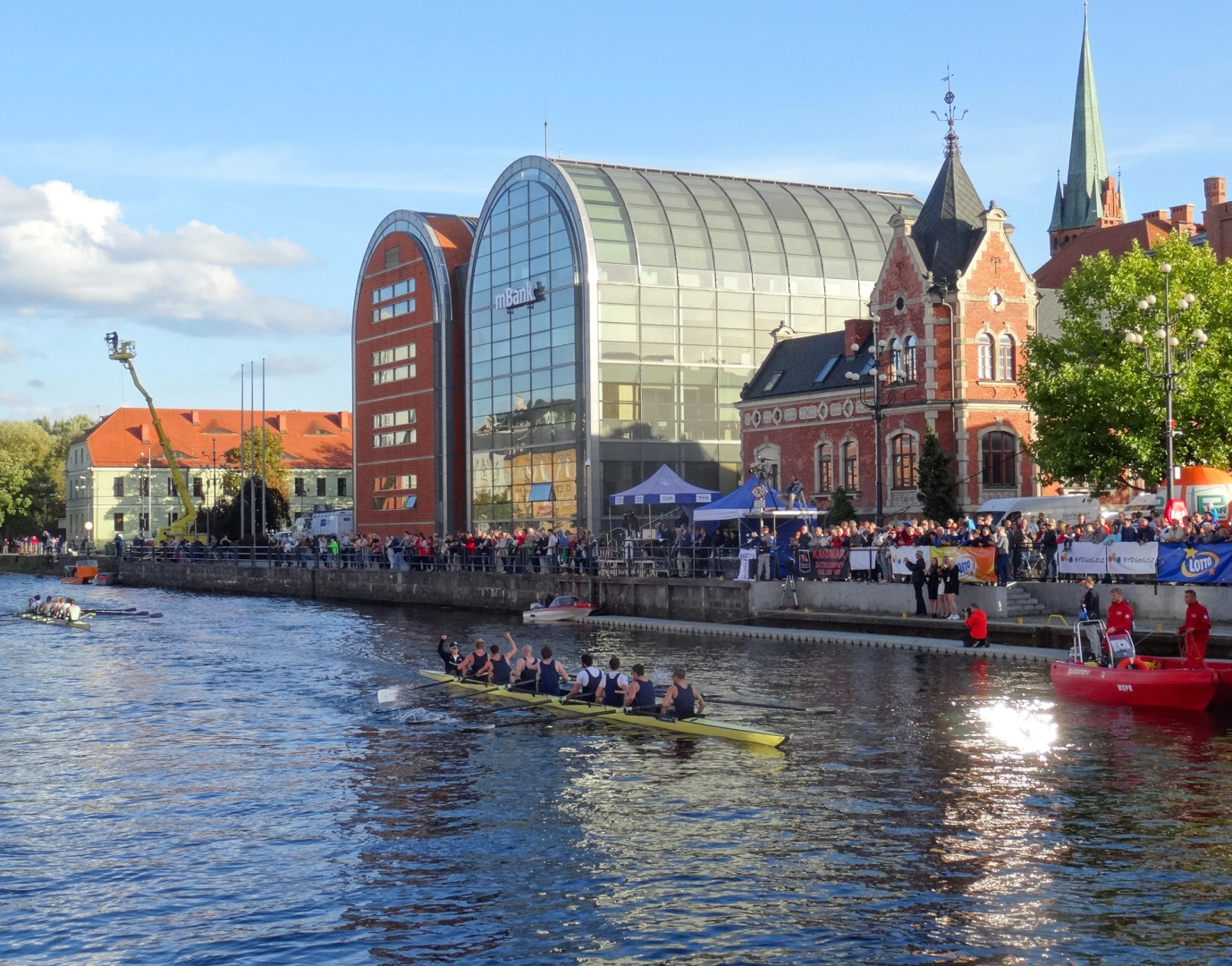
Wyścig osad uniwersytetów Oxford i Cambridge podczas Wielkiej Wioślarskiej o Puchar Brdy w 2016 roku

Klub poza działalnością sportową prowadzi wielorakie działania promocyjne dotyczące sportów wodnych. Jest organizatorem corocznych regat Wielka Wioślarska o Puchar Brdy w Bydgoszczy. Impreza odbywa się na rzece Brdzie z metą przy Rybim Rynku. W wyścigach uczestniczą czołowe osady polskie i zagraniczne, a od 2004 tradycją są także wyścigi osad uniwersytetów brytyjskich: Oxford i Cambridge na długości 10 km (od Brdyujścia do centrum miasta). Klub organizuje ponadto Otwarte Mistrzostwa Bydgoszczy na Ergometrze Wioślarskim. Corocznym rytuałem jest Trening Noworoczny Wioślarzy przeprowadzany w południe 1 stycznia. Klub współpracuje z wioślarską Federacją Litwy oraz klubami niemieckimi: Wiking Berlin i Berliner Ruder Club. Od 1993 wydano kilkanaście książek promujących bydgoskie wioślarstwo oraz osiągnięcia sportowe i turystyczne klubu, a w 2012 roku wyemitowano okolicznościowe „Dukaty Bydgostii”.
Książki wydane staraniem RTW Bydgostia:
1. „65 lat z biegiem Brdy” – 1993
2. „Z wiosłem w herbie” – 1996
3. „Dziesięć diamentów w wioślarskiej koronie” – 1998
4. „Olimpijskie złoto” – 2001
5. „Droga do mistrzostwa” – 2003
6. „Wiosła na Olimpie” – 2005
7. „Stolica polskiego wioślarstwa” – 2006
8. „Zwycięskie wiosła” – 2008
9. „Port macierzysty Bydgoszcz” – 2010 wersja online
10. „Morskim szlakiem Polonii 2010-2011″ – 2012, wersja online
11. „Olimpijska medalowa passa” – 2012
12. „25. triumf LOTTO-Bydgostii” – 2013
13. „Po morzach i oceanach. Złoty jubileusz bydgoskich żeglarzy” – 2016 wersja online

## Historia sekcji wioślarskiej

### Okres międzywojenny

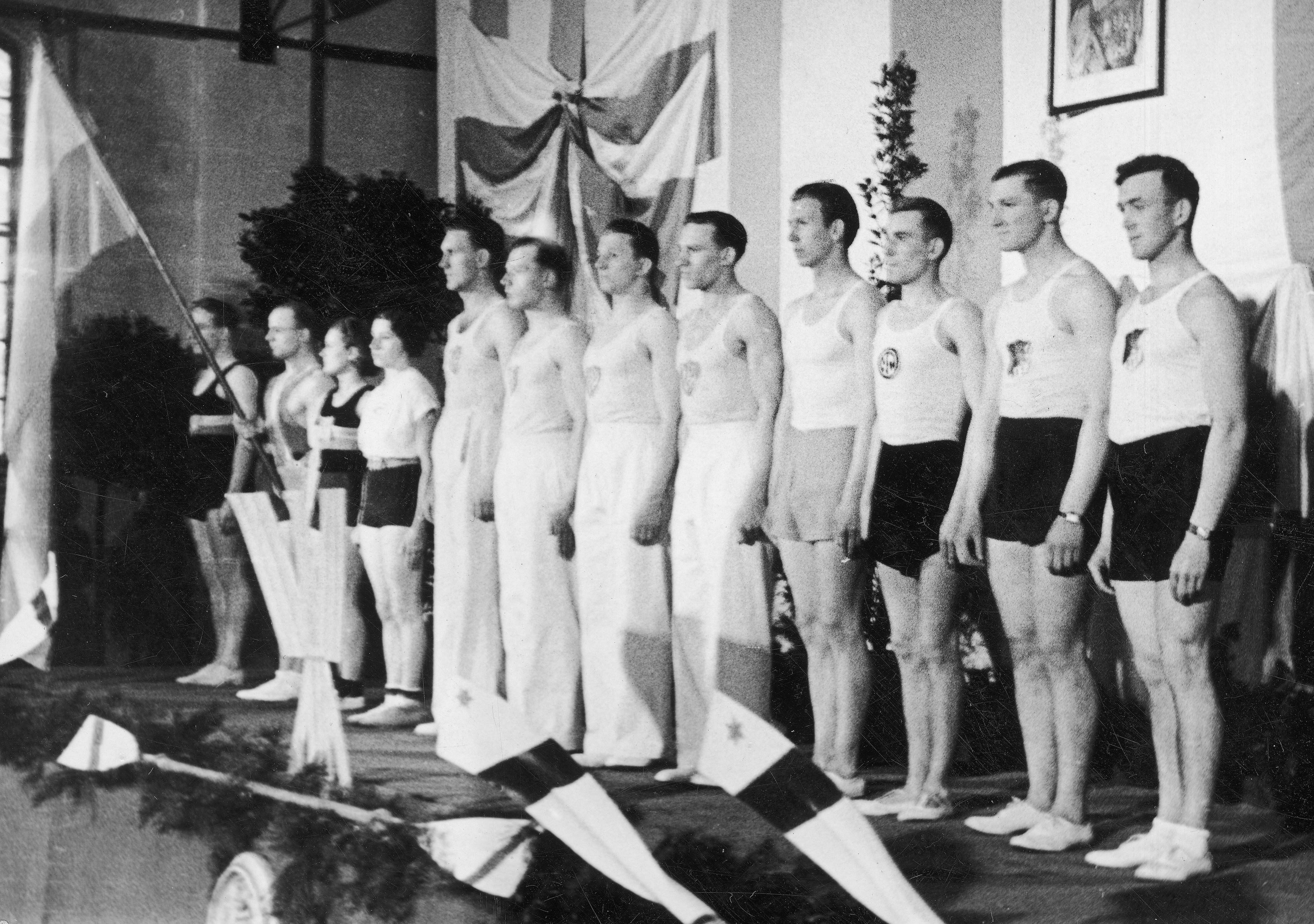
Ślubowanie olimpijskie w 1939 - wioślarze KKW w białych długich spodniach

4 grudnia 1928 z inicjatywy: inż. Kazimierza Stabrowskiego, Franciszka Hoffmanna i Stanisława Thienela utworzono sekcję wioślarską Kolejowego Klubu Sportowego „Sparta”. 12 kwietnia 1929 klub ten przystąpił do Kolejowego Przysposobienia Wojskowego. Tego samego dnia zmieniono nazwę sekcji wioślarskiej na Kolejowy Klub Wioślarski (KKW). Początkowo liczył on 79 członków. Ustanowiono banderę klubową, strój sportowy oraz strój galowy. Z kwesty pracowników Warsztatów Kolejowych zakupiono 6 łodzi, na których rozpoczęto treningi. Pierwszym trenerem był (do września 1929) członek Bydgoskiego Towarzystwa Wioślarskiego Franciszek Brzeziński. W czerwcu 1929 pracownicy Warsztatów Kolejowych zbudowali przy ul. Żeglarskiej na Jachcicach pierwszą przystań klubową. W 1930 założono sekcję kobiecą, dla której zbudowano oddzielny szałas wioślarski. Począwszy od 1933 klub odnosił sukcesy w skali miasta i regionu. Liczył wówczas 150 członków oraz 10 łodzi i 27 kajaków. W 1934 na zaproszenie władz niemieckich uczestniczył w Międzynarodowym Spływie Wioślarskim okolicami Berlina. W 1934 i 1936 klub zajął 6. miejsce, a w 1935 i 1937 – 4. miejsce w punktacji Polskiego Związku Towarzystw Wioślarskich. Tabor wzbogacano o nowe jednostki, m.in. ósemkę sportową „Marszałek Piłsudski”, motorówkę „Żbik” i łódź półwyścigową „Grażyna”. W latach 1938–1939 zawodnicy KKW odnosili sukcesy ogólnopolskie, a klub uznawany był za najlepszy w Bydgoszczy. Ósemka i czwórka ze sternikiem zdobyty tytuły mistrzów kraju, a w 1938 klub uplasował się na 1. miejscu w kraju w klasyfikacji PZTW. W 1939 obie osady zdobyły tytuły wicemistrzowskie, a ponadto czwórka KKW zdobyła dla Polski po raz pierwszy „Puchar Bałtyku”. U progu II wojny światowej klub liczył 271 członków, a tabor składał się z 7 łodzi klepkowych, 3 wyścigowych, motorówki i 8 kajaków. W 1939 osady w 21 startach odniosły 9 zwycięstw, 9 drugich miejsc, a ponadto po jednym trzecim, czwartym i piątym miejscu. Czterech zawodników klubu - Dondajewski, Czarkowski, Parzysz, Chodziński - zakwalifikowało się w 1939 roku na igrzyska olimpijskie, które miały odbyć się w roku 1940 w Helsinkach. W maju 1939 odebrano od nich w Toruniu ślubowanie olimpijskie, jednak z uwagi na wybuch wojny igrzyska nie odbyły się.

### Okres powojenny
Klub reaktywowano bezpośrednio po zakończeniu II wojny światowej. W latach 1946–1948 podczas mistrzostw Polski rozgrywanych w Brdyujściu (1946, 1947) i Kruszwicy (1948), KKW zdobywał tytuły wicemistrzowskie (za BTW). W 1949 roku po reorganizacji sportu polskiego na wzór sowiecki, klub włączono do zrzeszenia sportowego „Kolejarz”. W ramach tego zrzeszenia w Bydgoszczy funkcjonowały dwa kluby: Związkowy KS Kolejarz-Brda (wielosekcyjny, znany pod nazwą Brda Bydgoszcz) oraz Wioślarski ZKS Kolejarz z sekcjami: wioślarską i kajakową i ok. 500 członkami. W 1950 ósemka klubu zwyciężyła w mistrzostwach Polski rozgrywanych w Brdyujściu. W tym roku w klasyfikacji mężczyzn klub zajął 2. miejsce, a kobiet – 5. miejsce w Polsce. W latach 1951–1958 w rozgrywkach okręgu pomorskiego wioślarze KKW zajmowali z reguły 2. miejsce za wioślarzami Stali (BTW) lub OWKS. Lepiej wypadały wioślarki klubu, które w 1953 zdobyly tytuły mistrzyń Polski w ósemce, a w 1956 czwórka kobiet (Maria Dopierała, Anna Gołębiewska, Sabina Matuszewska-Zdziennicka, Maria Kowalska i sternik Danuta Migocka) na Mistrzostwach Europy zdobyła pierwszy srebrny medal  w historii kobiecego wioślarstwa w Polsce.
Po odwilży październikowej w 1956 roku powrócono do dawnej organizacji sportu opartej na samodzielnych klubach o tradycyjnych nazwach. Klub stał się organizacją ogólnie dostępną. W latach 1956–1980 zawodnicy KKW odnosili szereg sukcesów, występując w kadrze Polski na imprezach międzynarodowych. Do czołowych polskich osad wioślarskich w latach 60 i 70. XX w. należała dwójka bez sternika KKW w składzie Jerzy Broniec i Alfons Ślusarski. W 1970 zdobyła ona wicemistrzostwo świata , w 1971 brązowy medal  ME oraz trzykrotnie reprezentowała Polskę w igrzyskach olimpijskich (1968, 1972, 1976). W 1972 osada zwyciężyła w Królewskich Regatach w Henley-on-Thames, zdobywając na rok wieczystą nagrodę „Silver Goblets”, ufundowaną w 1939. Zawodnicy KKW wyróżniali się także w wioślarstwie młodzieżowym, a w latach 1966, 1967 i 1970 osiągali tytuł drużynowego mistrza Polski. Obniżenie poziomu sportowego zanotowano w latach 1975-1990, m.in. z powodu wycofywania się kolei z finansowania sportu oraz obniżenia popularności dyscypliny wśród młodzieży. W 1991 w klubie trenowało ok. 40 zawodników.
Nowa era bydgoskiego klubu rozpoczęła się w połowie lat 90. XX w. Klub odstąpił spod patronatu kolei i związał się z miastem, czego świadectwem była zmiana nazwy. W 1996 sponsorem głównym została Bydgoska Fabryka Kabli, a w 2004 Totalizator Sportowy. Odrodzony na komercyjnych zasadach i dobrze zarządzany przez prezesa Zygfryda Żurawskiego klub wszedł w długoletni okres sukcesów. Od 1993 nieprzerwanie jest najwyżej sklasyfikowanym klubem wioślarskim w Polsce. Od 1994 roku zawodnicy regularnie przywozili medale z prestiżowych zawodów międzynarodowych. Najbardziej utytułowanymi reprezentantami Bydgostii są: Robert Sycz, Magdalena Fularczyk-Kozłowska i Natalia Madaj – zdobywcy złotych medali olimpijskich, wielokrotnie nominowani w Plebiscytach Przeglądu Sportowego na Najlepszego Sportowca Polski. Klub wypromował 28 olimpijczyków. Zawodnicy Bydgostii zdobyli 8 medali na igrzyskach olimpijskich, kilkaset w rozgrywkach międzynarodowych, a tysiące w mistrzostwach Polski. Trenerami klubowymi i kadrowymi reprezentantów Polski byli m.in. Jerzy Broniec, Marian Drażdżewski i Marcin Witkowski. W latach 1928–2016 członkowie klubu zdobyli na imprezach międzynarodowych 151 medali (52 , 53 , 46 ), a na mistrzostwach Polski 1743 medale (715 , 537 , 491 ).
Osiągnięcia zawodników Bydgostii (1928-2016):
| Impreza                                      | Złoto | Srebro | Brąz |
| -------------------------------------------- | ----- | ------ | ---- |
| Letnie Igrzyska Olimpijskie                  | 3     | 2      | 3    |
| Mistrzostwa Świata seniorów                  | 1     | 7      | 6    |
| Mistrzostwa Europy seniorów                  | 5     | 8      | 4    |
| Akademickie Mistrzostwa Świata               | 12    | 6      | 6    |
| Mistrzostwa Świata w Wioślarstwie Morskim    |       | 1      | 3    |
| Młodzieżowe Mistrzostwa Świata U23           | 6     | 6      | 5    |
| Mistrzostwa Świata Juniorów                  | 2     | 2      | 5    |
| Akademickie Mistrzostwa Europy               | 18    | 14     | 12   |
| Mistrzostwa Świata na Ergometrze Wioślarskim | 1     |        |      |
| Mistrzostwa Europy na Ergometrze Wioślarskim | 5     | 5      | 1    |
| Mistrzostwa Polski                           | 715   | 537    | 491  |

### Nazwy
- 1928-1949 – Kolejowy Klub Wioślarski
- 1949-1956 – Kolejowy Klub Wioślarski Kolejarz
- 1956-1991 – Kolejowy Klub Wioślarski
- 1991-1996 – Kolejowy Klub Wioślarski - Zakłady Naprawcze Taboru Kolejowego Bydgoszcz
- 1996-2004 – Regionalne Towarzystwo Wioślarskie Bydgostia-Kabel
- 2004-2007 – Lotto-Bydgostia-Wyższa Szkoła Gospodarki-Gazeta Pomorska
- 2007-2011 – LOTTO-Bydgostia-Wyższa Szkoła Gospodarki–Bank Pocztowy
- 2011–2012 – LOTTO-Bydgostia-Wyższa Szkoła Gospodarki
- od 2013 – LOTTO-Bydgostia Bydgoszcz

### Prezesi klubu
Poniżej niepełna lista prezesów klubu:
- 1928-1931 – Kazimierz Stabrowski
- 1932 – Franciszek Hoffman
- 1933-1939 – Stanisław Thienel
- …-1991 – Tadeusz Jasiński
- 1991-2022 – Zygfryd Żurawski[31][32]

## Baza sportowa

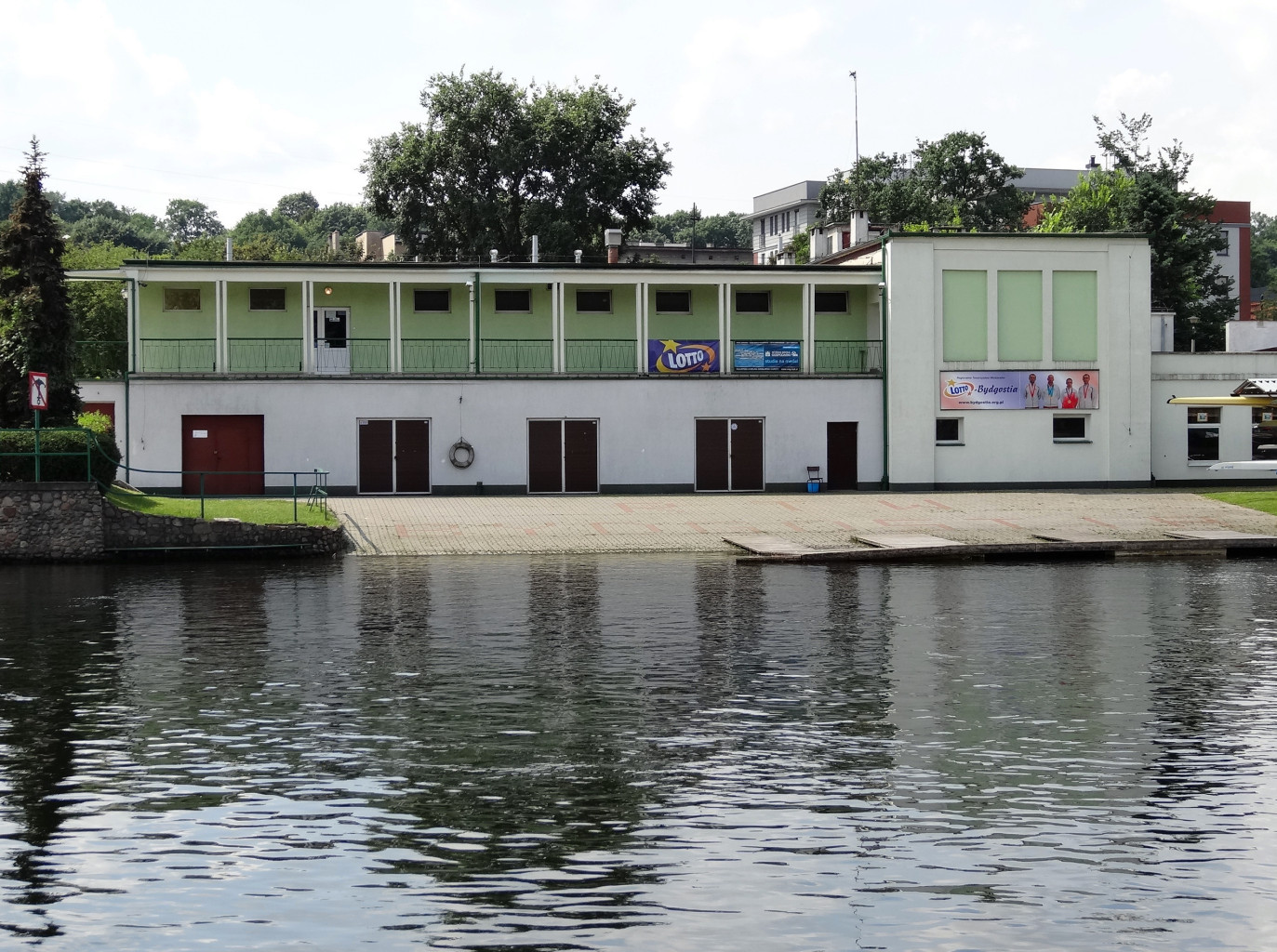
Przystań Bydgostii

Pierwszą przystań KKW zbudowano na nabrzeżu Brdy na Jachcicach obok kolejowych mostów Dworcowych w Bydgoszczy. Prace wykonali członkowie klubu z Działu Gospodarczego Warsztatów Kolejowych. Uroczyste otwarcie przystani nastąpiło 23 czerwca 1929 roku. Mieściła ona składnicę łodzi, szatnię, łazienkę, natryski, warsztat i pokój administracyjny. W 1930 zbudowano drugi szałas wioślarski dla sekcji dziewcząt oraz przygotowano teren pod strzelnicę i kręgielnię (otwartą w 1933). W 1931 bazę klubu wizytował przebywający wówczas w Bydgoszczy minister komunikacji Alfons Kühn. W 1936 wzniesiono szałas letni w dzielnicy Bydgoszcz Wschód, by poprawić organizację treningów.
Po II wojnie światowej w 1960 w tzw. bydgoskiej „dzielnicy wioślarzy” zbudowano nową stanicę wodną, w której zlokalizowano siedzibę klubu. Cały kompleks składał się z: budynku sekcji wioślarskiej mieszczącego m.in. biura, siłownię, saunę, bar, basen i hangar dla łodzi, sali ergometrów oraz pawilonu sekcji kajakowej. Przystań wyposażono w awanport oraz nabrzeże do cumowania łodzi i motorówek.
W grudniu 2015 rozstrzygnięto konkurs na opracowanie koncepcji architektoniczno-urbanistycznej nowej przystani klubowej. Wygrała praca „YachtClub – przystań wioślarska” autorstwa Andrzeja Głąba z Gliwic. Do 2018 roku istniejąca przystań miała zostać zmodernizowana i rozbudowana o oszklony od strony rzeki budynek z hangarem, strefą recepcyjną, salą ćwiczeń, szatniami oraz pokojami hotelowymi. Całkowity koszt inwestycji szacowano na 15 mln zł (a następnie na 24 mln zł), a finansowanie miały zapewnić środki pochodzące od miasta Bydgoszczy oraz Funduszu Rozwoju Kultury Fizycznej. Ostatecznie prace rozpoczęto właśnie w roku 2018 od prac rozbiórkowych (usunięto stare zabudowania) i porządkowych w miejscu pod nową część przystani. Następnie, w grudniu 2018 podjęto prace przy fundamentach nowego budynku oraz budowę łącznika między starym a nowym obiektem. Po oddaniu ich do użytku, przeprowadzono modernizację obiektu z 1959. W efekcie kosztem 29 mln zł przystań zyskała hangar na łodzie, sale ćwiczeń, siłownie, pokoje fizjoterapii (wszystkie w nowej części budynku), biurowe, noclegowe, zaplecze sanitarne, salę szkoleniową, pomieszczenia techniczne oraz parking. Przebudowane zostały także nabrzeża, przy których pojawiły się nowe pomosty pływające o długości 24 m i zadaszony awanport na granicy klubów RTW i BTW. Przewidywany pierwotnie termin oddania do użytku w roku 2019 przełożono następnie na wiosnę 2020. W połowie 2019 nowa część budynku była doprowadzona do stanu surowego zamkniętego, a 15 listopada 2019 została udostępniona klubowi. 13 sierpnia 2020 oddano do użytku najstarszą część obiektu, kończąc tym samym inwestycję.

## Sportowcy Bydgostii

### Olimpijczycy z KKW / Bydgostii
- Meksyk 1968

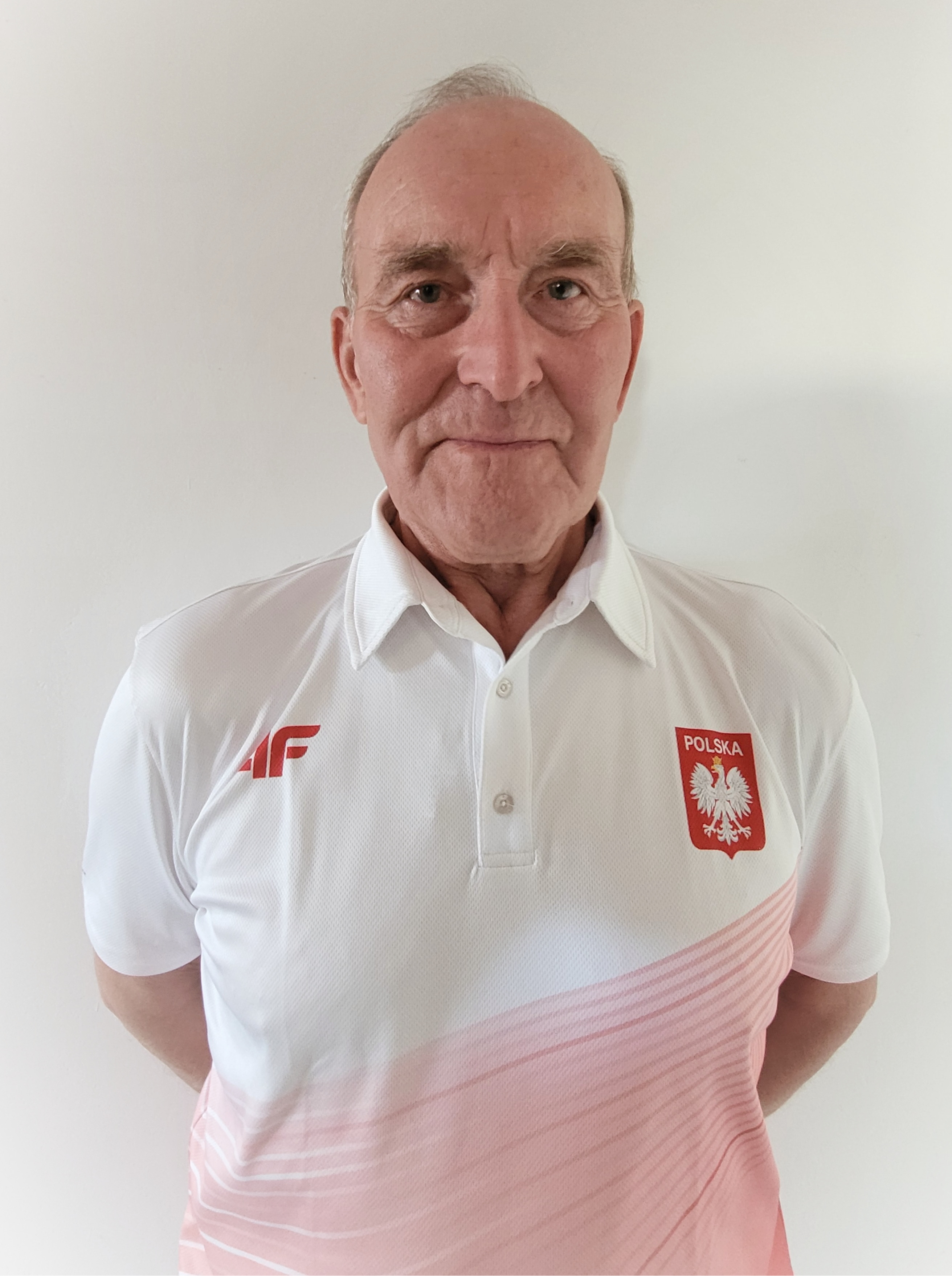
M. Drażdżewski - zawodnik (Monachium 1972) trener olimpijczyków z Pekinu, Londynu

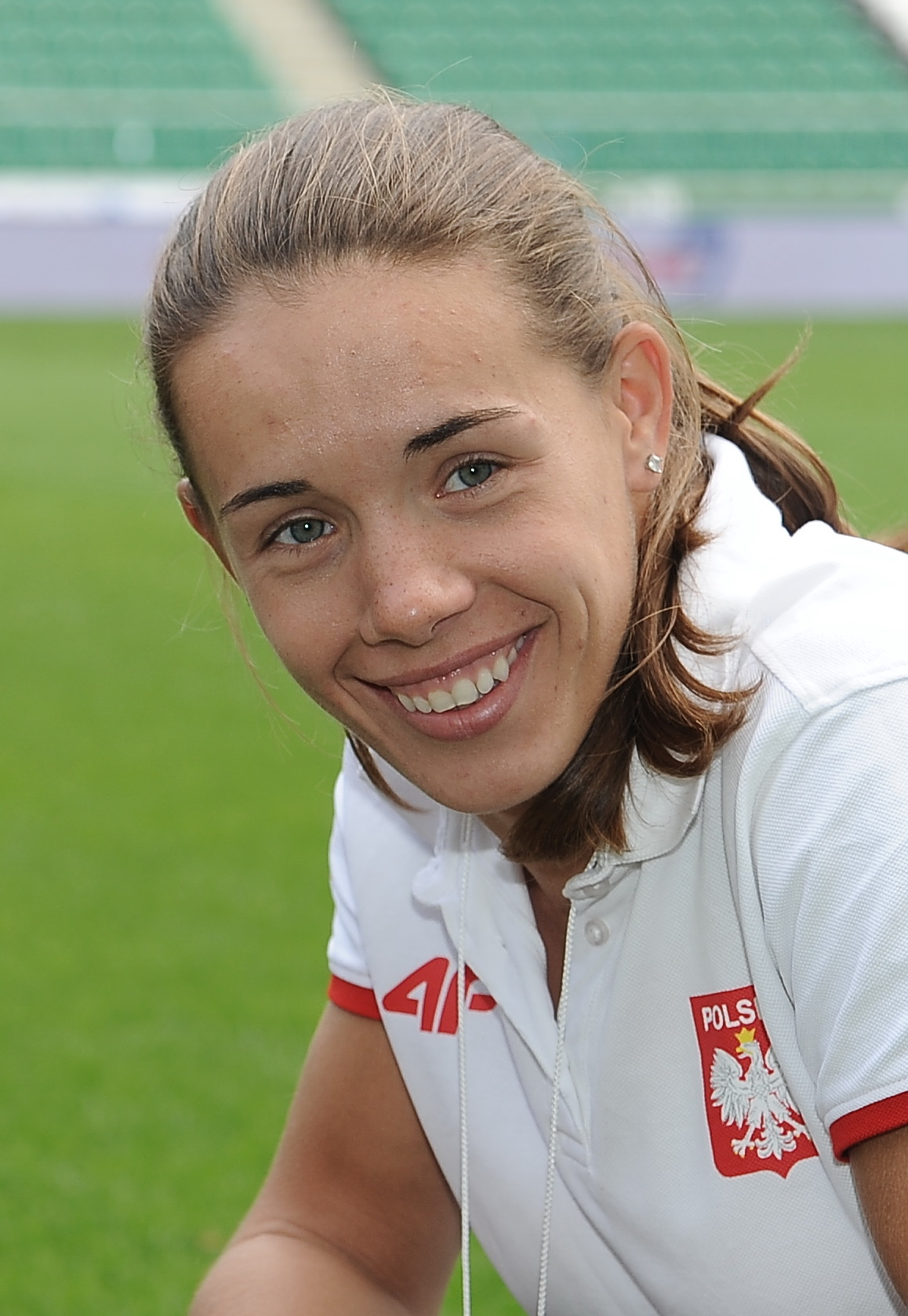
Magdalena Fularczyk-Kozłowska – multimedalistka olimpijska

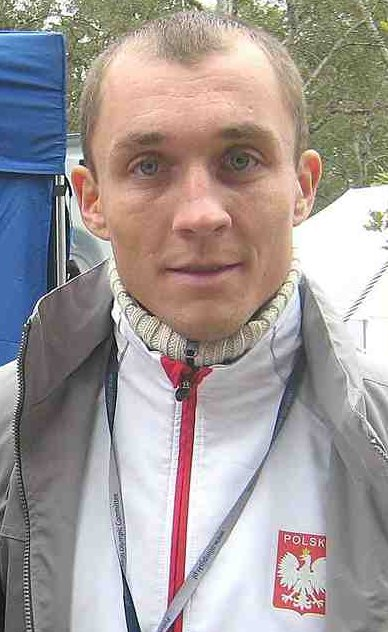
Miłosz Bernatajtys – w latach 1997-2016 z Bydgostią zdobył 20 razy tytuł DMP

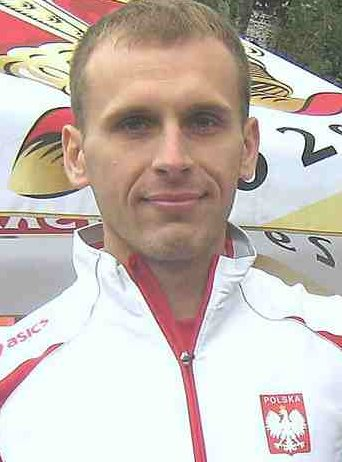
Bartłomiej Pawełczak

  - Jerzy Broniec, Alfons Ślusarski – dwójka bez sternika, 8 m.
- Monachium 1972
  - Jerzy Broniec, Alfons Ślusarski – dwójka bez sternika, 5 m.
  - Marian Drażdżewski – członek ósemki ze sternikiem, 6 m.
- Montreal 1976
  - Jerzy Broniec, Alfons Ślusarski – dwójka bez sternika, 11 m.
- Sydney 2000
  - Robert Sycz – dwójka podwójna wagi lekkiej, złoty medal 
  - Agnieszka Tomczak – jedynka, 8 m.
  - Arkadiusz Sobkowiak – czwórka bez sternika, odpadł w repasażach

Trenerem kadrowym mistrzów olimpijskich w dwójce podwójnej był Jerzy Broniec.
- Ateny 2004
  - Robert Sycz – dwójka podwójna wagi lekkiej, złoty medal 
  - Mariusz Daniszewski – czwórka bez sternika, 6 m.
  - Wojciech Gutorski, Mikołaj Burda – ósemka ze sternikiem, 8 m.

Trenerem kadrowym mistrzów olimpijskich w dwójce podwójnej był Jerzy Broniec.
- Pekin 2008
  - Bartłomiej Pawełczak, Miłosz Bernatajtys – czwórka bez sternika wagi lekkiej, srebrny medal 
  - Wojciech Gutorski, Mikołaj Burda, Sebastian Kosiorek – ósemka, 5 m.

Trenerem srebrnych medalistów w czwórce bez sternika kategorii lekkiej na Igrzyskach Olimpijskich w Pekinie w 2008 był Marian Drażdżewski.
- Londyn 2012
  - Magdalena Fularczyk – dwójka podwójna, brązowy medal 
  - Mikołaj Burda, Piotr Hojka – ósemka, 7 m.
  - Wojciech Gutorski – dwójka bez sternika, 10 m.
  - Miłosz Bernatajtys, Łukasz Siemion – czwórka bez sternika, odpadli w eliminacjach

Trenerem kadrowym brązowych medalistek olimpijskich w dwójce podwójnej był Marcin Witkowski.
- Rio de Janeiro 2016
  - Magdalena Fularczyk-Kozłowska, Natalia Madaj – dwójka podwójna, złoty medal 
  - Monika Ciaciuch – czwórka podwójna, brązowy medal 
  - Mindaugas Griškonis, Saulius Ritter – dwójka podwójna, srebrny medal  (dla Litwy )
  - Donata Vištartaitė, Milda Valčiukaitė – dwójka podwójna, brązowy medal  (dla Litwy )
  - Dariusz Radosz – czwórka podwójna, 4 m.
  - Mikołaj Burda – ósemka ze sternikiem, 5 m.
  - Martyna Mikołajczak – dwójka podwójna wagi lekkiej, 7 m.
  - Anna Wierzbowska, Maria Wierzbowska – dwójka bez sternika, 10 m.

Trenerem kadrowym złotych medalistek olimpijskich w dwójce podwójnej oraz brązowych medalistek olimpijskich w czwórce podwójnej był Marcin Witkowski
- Tokio 2020
  - Joanna Dittmann, Monika Chabel, Maria Wierzbowska – czwórka bez sternika, 6 m.
  - Mateusz Biskup – dwójka podwójna, 6 m.
  - Mikołaj Burda – czwórka bez sternika, 7 m.

### Mistrzostwa świata
Medale zawodników Bydgostii w Mistrzostwach Świata seniorów:
| Rok  | Miejsce        | Zawodnicy                                                            | Rodzaj                               | Medal |
| 1970 | St. Catharines | Jerzy Broniec, Alfons Ślusarski                                      | dwójka bez sternika                  |       |
| 1974 | Lucerna        | Alfons Ślusarski                                                     | dwójka bez sternika                  |       |
| 2000 | Zagrzeb        | Iwona Tybinkowska, Aneta Bełka, Iwona Zygmunt                        | czwórka bez sternika                 |       |
| 2001 | Lucerna        | Robert Sycz                                                          | dwójka podwójna                      |       |
| 2002 | Sewilla        | Robert Sycz                                                          | dwójka podwójna                      |       |
| 2003 | Mediolan       | Robert Sycz                                                          | dwójka podwójna                      |       |
| 2004 | Banyoles       | Marcin Wika                                                          | dwójka ze sternikiem                 |       |
| 2005 | Gifu           | Robert Sycz                                                          | dwójka podwójna                      |       |
| 2006 | Eton           | Jarosław Bielaszewski, Tomasz Kowalik, Łukasz Siemion, Rafał Woźniak | ósemka ze sternikiem                 |       |
| 2009 | Poznań         | Łukasz Siemion, Miłosz Bernatajtys                                   | czwórka bez sternika                 |       |
| 2012 | Płowdiw        | Magdalena Kemnitz                                                    | czwórka podwójna                     |       |
| 2013 | Chungju        | Natalia Madaj, Magdalena Fularczyk-Kozłowska                         | czwórka podwójna                     |       |
| 2014 | Amsterdam      | Natalia Madaj, Magdalena Fularczyk-Kozłowska Mikołaj Burda           | dwójka podwójna ósemka ze sternikiem |       |

Medale zawodników Bydgostii w Mistrzostwach Świata w wioślarstwie morskim:
| Rok  | Miejsce              | Zawodnicy                                                                           | Rodzaj           | Medal |
| 2007 | Mandelieu-la-Napoule | Aneta Bełka, Karina Mazurowicz, Kinga Kantorska, Katarzyna Wołna, Paulina Górska    | czwórka podwójna |       |
| 2008 | San Remo             | Karol Słoma, Dariusz Radosz, Paweł Kural, Łukasz Siemion, Rafał Woźniak             | czwórka podwójna |       |
| 2009 | Plymouth             | Aneta Bełka, Iwona Zygmunt, Agata Zieleniewska, Anna Mocna, Paulina Górska          | czwórka podwójna |       |
| 2010 | Stambuł              | Natalia Maciukiewicz, Iwona Zygmunt, Agata Zieleniewska, Anna Mocna, Paulina Górska | czwórka podwójna |       |

Medale zawodników Bydgostii w Akademickich Mistrzostwach Świata:
| Rok  | Miejsce            | Zawodnicy | Rodzaj                                                            | Medal |
| 1998 | Zagrzeb            | Aneta Bełka, Iwona Zygmunt Arkadiusz Sobkowiak Marcin Wika Agnieszka Tomczak Iwona Tybinkowska                                               | czwórka bez sternika ósemka ze sternikiem jedynka dwójka podwójna |       |
| 2000 | Poznań             | Agnieszka Tomczak Iwona Tybinkowska, Aneta Bełka, Iwona Zygmunt Arkadiusz Sobkowiak, Mariusz Daniszewski Michał Tomaszewski, Mariusz Kopycki | jedynka czwórka bez sternika ósemka ze sternikiem                 |       |
| 2002 | Nottingham         | Mariusz Daniszewski Iwona Zygmunt, Aneta Bełka, Magdalena Wesołowska, Dorota Gazda                                                           | czwórka bez sternika                                              |       |
| 2004 | Brive-la-Gaillarde | Tomasz Kowalik | czwórka bez sternika                                              |       |
| 2006 | Troki              | Dariusz Radosz, Michał Wyrwał Natalia Maciukiewicz                                                                                           | ósemka ze sternikiem dwójka podwójna                              |       |
| 2008 | Belgrad            | Mikołaj Burda, Wojciech Gutorski, Sebastian Kosiorek Łukasz Siemion                                                                          | ósemka ze sternikiem czwórka bez sternika                         |       |
| 2010 | Segedyn            | Miłosław Kędzierski, Dariusz Radosz | czwórka bez sternika                                              |       |
| 2012 | Kazań              | Miłosław Kędzierski, Ryszard Ablewski Ewelina Sławińska, Joanna Dittmann                                                                     | ósemka ze sternikiem czwórka bez sternika                         |       |
| 2014 | Gravelines         | Martyna Mikołajczak | dwójka podwójna                                                   |       |
| 2015 | Chungju            | Martyna Mikołajczak | dwójka podwójna                                                   |       |
| 2016 | Poznań             | Rafał Nalewalski Anna Wierzbowska, Maria Wierzbowska Marcin Sobieraj, Adrian Pawłowski                                                       | czwórka bez sternika dwójka bez sternika ósemka ze sternikiem     |       |

Medale zawodników Bydgostii w Młodzieżowych Mistrzostwach Świata:
| Rok  | Miejsce                  | Zawodnicy                                                                                               | Rodzaj                                 | Medal |
| 1994 | Paryż                    | Agnieszka Tomczak Arkadiusz Sobkowiak, Wojciech Gołuński, Grzegorz Dambecki                             | czwórka podwójna ósemka ze sternikiem  |       |
| 1995 | Groningen                | Iwona Tybinkowska                                                                                       | dwójka podwójna                        |       |
| 1996 | Hazewinkel               | Aneta Bełka, Iwona Tybinkowska, Agnieszka Tomczak, Iwona Zygmunt Daniel Bernatajtys, Przemysław Konecki | czwórka podwójna                       |       |
| 1997 | Mediolan                 | Aneta Bełka, Iwona Tybinkowska, Agnieszka Tomczak, Iwona Zygmunt                                        | czwórka podwójna                       |       |
| 1998 | Joannina                 | Katarzyna Weinrauder Marcin Wika, Przemysław Kotłowski                                                  | czwórka podwójna czwórka ze sternikiem |       |
| 2000 | Kopenhaga                | Mariusz Daniszewski                                                                                     | dwójka bez sternika                    |       |
| 2003 | Zagrzeb                  | Miłosz Bernatajtys, Bartłomiej Pawełczak                                                                | dwójka podwójna                        |       |
| 2004 | Poznań                   | Miłosz Bernatajtys, Bartłomiej Pawełczak                                                                | czwórka podwójna                       |       |
| 2008 | Brandenburg an der Havel | Paulina Górska Dariusz Radosz                                                                           | ósemka ze sternikiem                   |       |
| 2009 | Račice                   | Miłosław Kędzierski, Ryszard Ablewski, Mateusz Hamerski Paulina Górska                                  | ósemka ze sternikiem                   |       |
| 2013 | Linz                     | Monika Ciaciuch                                                                                         | czwórka podwójna                       |       |
| 2014 | Varese                   | Monika Ciaciuch, Joanna Dittmann                                                                        | czwórka podwójna                       |       |

Medale zawodników Bydgostii w Mistrzostwach Świata juniorów:
| Rok  | Miejsce     | Zawodnicy                                                                            | Rodzaj                                | Medal |
| 1993 | Arungen     | Agnieszka Tomczak                                                                    | jedynka                               |       |
| 1995 | Poznań      | Aneta Bełka, Izabela Wojtaszek Przemysław Konecki, Karol Sitko, Przemysław Kotłowski | czwórka podwójna dwójka ze sternikiem |       |
| 1996 | Strathclyde | Izabela Wojtaszyk                                                                    | dwójka podwójna                       |       |
| 1997 | Hazewinkel  | Dorota Gazda, Magdalena Wesołowska                                                   | dwójka bez sternika                   |       |
| 1999 | Płowdiw     | Mikołaj Burda, Wojciech Gutorski                                                     | ósemka ze sternikiem                  |       |
| 2000 | Zagrzeb     | Mikołaj Burda, Wojciech Gutorski                                                     | dwójka bez sternika                   |       |
| 2004 | Banyoles    | Agata Zieleniewska                                                                   | ósemka ze sternikiem                  |       |
| 2013 | Troki       | Marcin Pawłowski                                                                     | dwójka podwójna                       |       |

### Mistrzostwa Europy
Medale zawodników Bydgostii w Mistrzostwach Europy seniorów:
| Rok  | Miejsce                  | Zawodnicy | Rodzaj                                                                     | Medal |
| 1956 | Bled                     | Maria Dopierała, Anna Gołębiewska, Maria Kowalska, Sabina Matuszewska-Zdziennicka, Danuta Migocka                                        | czwórka ze sternikiem                                                      |       |
| 1971 | Kopenhaga                | Jerzy Broniec, Alfons Ślusarski | dwójka bez sternika                                                        |       |
| 1973 | Moskwa                   | Alfons Ślusarski | dwójka bez sternika                                                        |       |
| 2007 | Poznań                   | Mikołaj Burda, Wojciech Gutorski, Sebastian Kosiorek                                                                                     | ósemka ze sternikiem                                                       |       |
| 2008 | Ateny                    | Mikołaj Burda, Wojciech Gutorski, Sebastian Kosiorek                                                                                     | ósemka ze sternikiem                                                       |       |
| 2009 | Brześć                   | Mikołaj Burda, Wojciech Gutorski | ósemka ze sternikiem                                                       |       |
| 2010 | Montemor-o-Velho         | Łukasz Siemion, Miłosz Bernatajtys Mikołaj Burda                                                                                         | czwórka bez sternika ósemka ze sternikiem                                  |       |
| 2011 | Płowdiw                  | Mikołaj Burda, Piotr Hojka, Dariusz Radosz                                                                                               | ósemka ze sternikiem                                                       |       |
| 2012 | Varese                   | Mikołaj Burda, Piotr Hojka | ósemka ze sternikiem                                                       |       |
| 2013 | Sewilla                  | Natalia Madaj, Magdalena Fularczyk-Kozłowska Mikołaj Burda, Piotr Hojka Wojciech Gutorski                                                | dwójka podwójna ósemka ze sternikiem dwójka bez sternika                   |       |
| 2014 | Belgrad                  | Natalia Madaj, Magdalena Fularczyk-Kozłowska Monika Ciaciuch, Joanna Dittmann                                                            | dwójka podwójna czwórka podwójna                                           |       |
| 2015 | Poznań                   | Natalia Madaj, Magdalena Fularczyk-Kozłowska Monika Ciaciuch                                                                             | dwójka podwójna czwórka podwójna                                           |       |
| 2016 | Brandenburg an der Havel | Monika Ciaciuch | czwórka podwójna                                                           |       |
| 2017 | Račice                   | Martyna Mikołajczak Monika Ciaciuch, Joanna Dittmann, Anna Wierzbowska, Maria Wierzbowska Mikołaj Burda, Ryszard Ablewski Dariusz Radosz | dwójka podwójna czwórka bez sternika ósemka ze sternikiem czwórka podwójna |       |

Medale zawodników Bydgostii w Akademickich Mistrzostwach Europy:
| Rok  | Miejsce            | Zawodnicy | Rodzaj | Medal |
| 2006 | Brive-la-Gaillarde | Natalia Maciukiewicz, Karolina Świątek Michał Wyrwał, Dariusz Radosz, Marcin Badziągowski, Dominik Januszkiewicz Małgorzata Skalska, Marta Staniszewska | dwójka podwójna czwórka bez sternika dwójka bez sternika |       |
| 2008 | Zagrzeb            | Dariusz Radosz, Paweł Kural, Karol Słoma, Łukasz Siemion, Dominik Januszkiewicz Łukasz Zub Sebastian Krajewski, Michał Tobolski, Adam Mrotek, Marcin Szatkowski M.Kędzierski, R.Ablewski, D.Rosiński, P.Kwiatkowski, M.Hamerski, F.Śniadecki, K.Babik, K.Gwizdała, R.Woźniak Paweł Kural, Dariusz Radosz, Karol Słoma Natalia Maciukiewicz, Natalia Ratuszna | ósemka ze sternikiem dwójka podwójna czwórka bez sternika ósemka ze sternikiem czwórka bez sternika dwójka podwójna                                                        |       |
| 2009 | Kruszwica          | Dariusz Radosz, Ryszard Ablewski, Mateusz Hamerski, Łukasz Siemion Adam Mrotek, Marcin Szatkowski, Sebastian Krajewski, Krzysztof Gosiewski Ryszard Ablewski, Mateusz Hamerski Karol Słoma Ewelina Sławińska, Paulina Górska Natalia Maciukiewicz Łukasz Zub Krzysztof Gwizdała, Krzysztof Babik, Mateusz Rekowski, Miłosław Kędzierski K.Diabelec, P.Kwiatkowski, D.Rosiński, K.Babik, M.Rekowski, M.Kędzierski, K.Gwizdała, F.Śniadecki, R.Woźniak Łukasz Zub, Łukasz Siemion Natalia Maciukiewicz | ósemka ze sternikiem czwórka bez sternika czwórka podwójna ósemka ze sternikiem dwójka podwójna czwórka podwójna czwórka bez sternika ósemka ze sternikiem dwójka podwójna |       |
| 2010 | Amsterdam          | Natalia Maciukiewicz, Ewelina Sławińska Natalia Maciukiewicz Adam Mrotek, Marcin Szatkowski, Sebastian Krajewski, Krzysztof Gosiewski Krzysztof Gwizdała, Filip Śniadecki, Mateusz Rekowski, Miłosław Kędzierski K.Gwizdała, F.Śniadecki, M.Rekowski, M.Kędzierski, D.Rosiński, K.Babik, J.Czeczot, A.Mrotek, R.Woźniak Piotr Kwiatkowski Krzysztof Gosiewski Łukasz Zub Piotr Kwiatkowski Marcin Szatkowski, Sebastian Krajewski                                                                    | czwórka podwójna dwójka podwójna czwórka bez sternika ósemka ze sternikiem czwórka podwójna dwójka podwójna czwórka podwójna ósemka ze sternikiem dwójka bez sternika      |       |
| 2011 | Moskwa             | Natalia Maciukiewicz, Martyna Mikołajczak, Marta Grzelczak Natalia Maciukiewicz Natalia Maciukiewicz, Anna Mocna, Joanna Dittmann Martyna Mikołajczak, Marta Grzelczak Piotr Kwiatkowski Filip Śniadecki, Mateusz Rekowski, Jacek Czeczot Sebastian Krajewski, Adam Mrotek, Marcin Szatkowski | czwórka podwójna dwójka podwójna czwórka podwójna dwójka podwójna ósemka ze sternikiem czwórka bez sternika                                                                |       |
| 2013 | Poznań             | Magdalena Fularczyk-Kozłowska, Ewelina Sławińska, Martyna Mikołajczak Magdalena Fularczyk-Kozłowska Dariusz Radosz, Łukasz Siemion Ryszard Ablewski, Dariusz Radosz, Łukasz Siemion, Cezary Gościński Monika Ciaciuch, Joanna Dittmann Magdalena Kemnitz | czwórka podwójna dwójka podwójna czwórka podwójna ósemka ze sternikiem dwójka podwójna czwórka podwójna                                                                    |       |
| 2015 | Hanower            | Martyna Mikołajczak Dariusz Radosz, Marcin Sobieraj Martyna Mikołajczak Dariusz Paczkowski, Dawid Wachowicz, Rafał Nalewalski | jedynka czwórka podwójna dwójka podwójna czwórka podwójna |       |

Medale zawodników Bydgostii w Mistrzostwach Europy na Ergometrze Wioślarskim:
| Rok  | Miejsce    | Zawodnicy                                             | Rodzaj                | Medal |
| 2009 | Rzym       | Tomasz Kwiatkowski                                    | osoby niepełnosprawne |       |
| 2010 | Essen      | Barbara Grocholska-Borkowska Tomasz Kwiatkowski       | osoby niepełnosprawne |       |
| 2011 | Paryż      | Barbara Grocholska-Borkowska                          | osoby niepełnosprawne |       |
| 2012 | Nottingham | Leszek Niewiarowski                                   | osoby niepełnosprawne |       |
| 2014 | Kopenhaga  | Paulina Szmajda                                       | osoby niepełnosprawne |       |
| 2015 | Szczecin   | Donata Vištartaitė Rolandas Maščinskas Łukasz Siemion | kobiety mężczyźni     |       |
| 2016 | Győr       | Krzysztof Pikulski Katarzyna Soczewka                 | osoby niepełnosprawne |       |

### Osiągnięcia drużynowe
Bydgostia jest 29-krotnym Drużynowym Mistrzem Polski w Wioślarstwie w latach: 1938, 1966, 1967, 1970 oraz nieprzerwanie od 1993 roku. Żaden klub w Polsce nie osiągnął tylu tytułów Drużynowego Mistrza Kraju z rzędu.
Klasyfikacja Drużynowych Mistrzostw Polski w Wioślarstwie:
| Sezon | 1. miejsce (pkt.)             | 2. miejsce (pkt.)            | 3. miejsce (pkt.)          |
| 2017  | LOTTO-Bydgostia (1741)        | AZS UMK Toruń (840)          | AZS AWF Warszawa (753)     |
| 2016  | LOTTO-Bydgostia (1272)        | AZS AWFiS Gdańsk (605)       | AZS UMK Energa Toruń (560) |
| 2015  | LOTTO-Bydgostia (1442)        | AZS UMK Energa Toruń (580)   | AZS AWFiS Gdańsk (537)     |
| 2014  | LOTTO-Bydgostia (1618)        | WTW Warszawa (525)           | AZS UMK Energa Toruń (512) |
| 2013  | LOTTO-Bydgostia (1913)        | AZS AWFiS Gdańsk (685)       | WTW Warszawa (663)         |
| 2012  | LOTTO-Bydgostia (1647)        | WTW Warszawa (840)           | AZS AWFiS Gdańsk (671)     |
| 2011  | LOTTO-Bydgostia-WSG-BP (1754) | WTW Warszawa (1130)          | Posnania-RBW Poznań (559)  |
| 2010  | LOTTO-Bydgostia-WSG-BP (1901) | WTW Warszawa (874)           | AZS AWFiS Gdańsk (615)     |
| 2009  | LOTTO-Bydgostia-WSG-BP (1803) | WTW Warszawa (763)           | Posnania-RBW Poznań (598)  |
| 2008  | LOTTO-Bydgostia-WSG-BP (1570) | KS Posnania-RBW Poznań (696) | WTW Warszawa (678)         |
| 2007  | LOTTO-Bydgostia-WSG-BP (1572) | KS Posnania-RBW Poznań (930) | WTW Warszawa (633)         |
| 2006  | LOTTO-Bydgostia-WSG-GP (1425) | WTW Warszawa (754)           | Posnania-RBW Poznań (676)  |
| 2005  | LOTTO-Bydgostia-WSG-GP (1194) | Posnania Poznań (754)        | WTW Warszawa (599)         |
| 2004  | Bydgostia-Kabel (1269)        | AZS UMK Toruń (669)          | Posnania Poznań (631)      |
| 2003  | Bydgostia-Kabel (1220)        | AZS UMK Toruń (716)          | PTW Płock (581)            |
| 2002  | Bydgostia-Kabel (1243)        | AZS UMK Toruń (592)          | Posnania Poznań (527)      |
| 2001  | Bydgostia-Kabel (1390)        | Posnania Poznań (962)        | AZS UMK Toruń (906)        |
| 2000  | Bydgostia-Kabel (1296)        | AZS UMK Toruń (1123)         | PTW Płock (593)            |
| 1999  | Bydgostia-Kabel (1010)        | AZS UMK Toruń (637)          | AZS AWF Gdańsk (421)       |
| 1998  | Bydgostia-Kabel (1056)        | AZS Toruń (572)              | WTW Warszawa (427)         |
| 1997  | Bydgostia-Kabel (527)         | AZS Toruń (392)              | PTW Płock (335)            |
| 1996  | KKW-ZNTK Bydgoszcz (618)      | AZS Toruń (520)              | Posnania Poznań (295)      |
| 1995  | KKW-ZNTK Bydgoszcz (592)      | AZS Toruń (418)              | Posnania Poznań (326)      |
| 1994  | KKW-ZNTK Bydgoszcz (307)      | Posnania Poznań (254)        | AZS Toruń (213)            |
| 1993  | KKW-ZNTK Bydgoszcz (425)      | Posnania Poznań (230)        | WTW Warszawa (209)         |

### Osiągnięcia indywidualne
W latach 1928–2016 członkowie klubu zdobyli na mistrzostwach Polski 1743 medale (715 złotych , 537 srebrnych , 491 brązowych ).
Zawodnicy o największych osiągnięciach krajowych i zagranicznych:
| Zawodnik                      | Lata występów | W Bydgostii | Igrzyska Olimpijskie | Imprezy międzynarodowe | Mistrzostwa Polski | Uwagi                                                                       |
| Alfons Ślusarski              | 1960-1976     | 1966-1976   |                      | 1 , 2                  | 17 , b.d.          | (1964, 1968, 1972, 1976) w latach 1966-1976 zdobył tytuł MP 11 razy z rzędu |
| Jerzy Broniec                 | 1962-1976     | 1966-1976   |                      | 1 , 1 , 3              | 15                 | (1968, 1972, 1976) później trener w Bydgostii                               |
| Robert Sycz                   | 1988-2012     | 1999-2012   | 2                    | 2 , 3 , 2              | 35 , 14 , 5        | (1996, 2000, 2004)                                                          |
| Agnieszka Tomczak-Mełnicka    | 1991-2001     | 1993-2001   |                      | 3 , 1 , 3              | 49 , 7 , 5         | (2000)                                                                      |
| Aneta Bełka                   | 1992-2010     | 1992-2010   |                      | 3 , 3 , 2              | 34 , 16 , 10       | w latach 1993-2010 z Bydgostią zdobyła 17 razy tytuł DMP                    |
| Iwona Zygmunt                 |               |             |                      | 3 , 2 , 3              | 37                 | 22-krotna mistrzyni Polski seniorów                                         |
| Arkadiusz Sobkowiak           | 1991-2008     | 1991-2008   |                      | 1                      | 2                  | (2000)                                                                      |
| Daniel Bernatajtys            | 1992-2007     | 1992-2007   |                      | 1                      | 31 , 8 , 4         | z Bydgostią zdobył 15 razy tytuł DMP                                        |
| Mariusz Daniszewski           | 1996-2010     | 1996-2010   |                      | 2                      | 9 , b.d.           | (2004)                                                                      |
| Wojciech Gutorski             | 1998-2010     | 1998-2010   |                      | 2 , 5 , 2              | 28 , b.d.          | (2004, 2008, 2012) 22-krotny MP seniorów                                    |
| Bartłomiej Pawełczak          | 1998-2012     | 1998-2012   | 1                    | 1 , 1                  | 18 , 13 , 10       | (2008) w latach 1998-2012 z Bydgostią zdobył 14 razy tytuł DMP              |
| Miłosz Bernatajtys            | 1998-         | 1998-       | 1                    | 1 , 1 , 2              | 18 , 20 , 10       | (2008, 2012) w latach 1997-2016 z Bydgostią zdobył 20 razy tytuł DMP        |
| Dariusz Radosz                | 2001-         | 2001-       |                      | 1 , 1                  | b.d.               | (2016)                                                                      |
| Mikołaj Burda                 | 2001-         | 2001-       |                      | 5 , 4 , 2              | 31 , b.d.          | (2004, 2008, 2012, 2016) 23-krotny MP seniorów                              |
| Sebastian Kosiorek            | 2001-         | 2001-       |                      | 4 , 2                  | 4 , 2              | (2004, 2008)                                                                |
| Magdalena Fularczyk-Kozłowska | 2002-         | 2011-       | 1 , 1                | 6 , 5 , 4              | 18 , 5             | (2012, 2016) w latach 2011-2016 z Bydgostią zdobyła 6 razy tytuł DMP        |
| Natalia Madaj                 | 2003-         | 2015-       | 1                    | 4 , 6 , 3              | b.d.               | (2012, 2016)                                                                |
| Piotr Hojka                   | 2002-         | 2012-       |                      | 4 , 3                  | b.d.               | (2008, 2012)                                                                |
| Magdalena Kemnitz             | 2003-         | 2012-       |                      | 6 , 9 , 4              | b.d.               | (2004)                                                                      |
| Łukasz Siemion                | 2003-         | 2003-       |                      | 2 , 2                  | b.d.               | (2012)                                                                      |
| Martyna Mikołajczak           | 2007-         | 2007-       |                      | 1 , 1                  | 2 , 1 , 2          | (2016)                                                                      |
| Monika Ciaciuch               | 2008-         | 2008        | 1                    | 3 , 2                  | b.d.               | (2016)                                                                      |

### Plebiscyty Przeglądu Sportowego
Kilku zawodników/zawodniczek Bydgostii było nominowanych w Plebiscytach Przeglądu Sportowego na Najlepszego Sportowca Polski:
- 2000 – Robert Sycz – 5 m., trenerem roku został Jerzy Broniec
- 2003 – Robert Sycz – 12 m.
- 2004 – Robert Sycz – 3 m.
- 2005 – Robert Sycz – 19 m.
- 2010 – Magdalena Fularczyk – 19 m.
- 2012 – Magdalena Fularczyk – 10 m.
- 2014 – Magdalena Fularczyk-Kozłowska i Natalia Madaj – 24 m.
- 2015 – Magdalena Fularczyk-Kozłowska i Natalia Madaj – 20 m.
- 2016 – Magdalena Fularczyk-Kozłowska i Natalia Madaj – 5 m.